# Том Флорі
Томас Флорі (англ. Thomas Florie, 6 вересня 1897, Гаррісон, США — 26 квітня 1966, Норт-Провіден, США) — американський футболіст, що грав на позиції нападника, зокрема, за клуби «Провіденс Голд Багз» та «Нью-Бедфорд Вейлерс», а також національну збірну США.

## Клубна кар'єра
У футболі дебютував 1921 року виступами за клуб «Гаррісон», в якій провів один сезон, взявши участь у 3 матчах чемпіонату. 
Протягом 1922—1924 років захищав кольори команди «Американ».
Своєю грою за останню команду привернув увагу представників тренерського штабу клубу «Провіденс Голд Багз», до складу якого приєднався 1924 року. Відіграв за команду з Провіденса наступні чотири сезони своєї ігрової кар'єри. Більшість часу, проведеного у складі «Провіденса», був основним гравцем атакувальної ланки команди. У складі «Провіденса» був одним з головних бомбардирів команди, маючи середню результативність на рівні 0,38 голу за гру першості.
1928 року уклав контракт з клубом «Нью-Бедфорд Вейлерс», у складі якого провів наступні три роки своєї кар'єри гравця.  Граючи у складі «Вейлерс» також здебільшого виходив на поле в основному складі команди. В новому клубі був серед найкращих голеодорів, відзначаючись забитим голом в середньому щонайменше у кожній третій грі чемпіонату.
Згодом з 1931 по 1934 рік грав у складі «Фолл-Ривер», «Нью-Бедфорд Вейлерс» та «Потакет Рейнджерс».
Завершив професійну ігрову кар'єру у клубі «Потакет».
| Дата             | Місто          | Господарі | Результат | Гості           | Турнір               | Голи | Примітки |
| ---------------- | -------------- | --------- | --------- | --------------- | -------------------- | ---- | -------- |
| 8 листопада 1925 | Бруклін        | США       | 6 – 1     | Домініон Канада | товариський матч     | -    |          |
| 6 листопада 1926 | Бруклін        | США       | 6 – 2     | Домініон Канада | товариський матч     | 1    |          |
| 13 липня 1930    | Монтевідео     | США       | 3 – 0     | Бельгія         | ЧС 1930 - 1-й етап   | 1    |          |
| 17 липня 1930    | Монтевідео     | США       | 3 – 0     | Парагвай        | ЧС 1930 - 1-й етап   | -    |          |
| 26 липня 1930    | Монтевідео     | Аргентина | 6 – 1     | США             | ЧС 1930 - півфінал   | -    |          |
| 17 серпня 1930   | Ріо-де-Жанейро | Бразилія  | 4 – 3     | США             | товариський матч     | -    |          |
| 24 травня 1934   | Рим            | США       | 4 – 2     | Мексика         | Відбір до ЧС 1934    | -    |          |
| 27 травня 1934   | Рим            | Італія    | 7 – 1     | США             | ЧС 1934 - 1/8 фіналу | -    |          |
| Усього           |                | Матчів    | 8         |                 | Голів                | 2    |          |

Помер 26 квітня 1966 у Норт-Провіденсі

## Титули і досягнення
- Бронзовий призер чемпіонату світу: 1930